# Taekwondo na Igrzyskach Panamerykańskich 2019
Taekwondo na Igrzyskach Panamerykańskich 2019 odbywało się w dniach 27–29 lipca 2019 roku w Villa Deportiva Regional w Callao położonym nieopodal gospodarza igrzysk, Limy. Stu czterdziestu zawodników obojga płci rywalizowało w dwunastu konkurencjach indywidualnych i zespołowych.
Po raz pierwszy w programie igrzysk znalazły się zawody w poomse.

## Podsumowanie

### Klasyfikacja medalowa
| Klasyfikacja medalowa | Klasyfikacja medalowa | Klasyfikacja medalowa | Klasyfikacja medalowa | Klasyfikacja medalowa | Klasyfikacja medalowa |
| Miejsce               | państwo               | Złoto                 | Srebro                | Brąz                  | Razem                 |
| --------------------- | --------------------- | --------------------- | --------------------- | --------------------- | --------------------- |
| 1                     | Stany Zjednoczone     | 4                     | 1                     | 4                     | 9                     |
| 2                     | Meksyk                | 4                     | 1                     | 2                     | 7                     |
| 3                     | Brazylia              | 2                     | 2                     | 3                     | 7                     |
| 4                     | Kolumbia              | 1                     | 1                     | 2                     | 4                     |
| 5                     | Argentyna             | 1                     | 0                     | 0                     | 1                     |
| 6                     | Kanada                | 0                     | 3                     | 2                     | 5                     |
| 7                     | Peru                  | 0                     | 2                     | 1                     | 3                     |
| 8                     | Kuba                  | 0                     | 1                     | 2                     | 3                     |
| 9                     | Dominikana            | 0                     | 1                     | 1                     | 2                     |
| 10                    | Chile                 | 0                     | 0                     | 2                     | 2                     |
| 11                    | Ekwador               | 0                     | 0                     | 1                     | 1                     |
| =                     | Kostaryka             | 0                     | 0                     | 1                     | 1                     |
| =                     | Portoryko             | 0                     | 0                     | 1                     | 1                     |
| Razem                 | Razem                 | 12                    | 12                    | 22                    | 46                    |

### Medaliści
Kyorugi
| Konkurencja   | 1. miejsce         | 2. miejsce           | 3. miejsce                           |           |
| Mężczyźni     | Mężczyźni          | Mężczyźni            | Mężczyźni                            | Mężczyźni |
| ------------- | ------------------ | -------------------- | ------------------------------------ | --------- |
| do 58 kg      | Lucas Guzmán       | Brandon Plaza        | David Kim Paulo Ricardo Melo         |           |
| do 68 kg      | Edival Marques     | Bernardo Pie         | Hervan Nkogho Ignacio Morales        |           |
| do 80 kg      | Miguel Trejos      | Ícaro Miguel Martins | José Ángel Cobas Moises Hernandez    |           |
| powyżej 80 kg | Jonathan Healy     | Rafael Alba          | Carlos Sansores Maicon Andrade       |           |
| Kobiety       |                    |                      |                                      |           |
| do 49 kg      | Daniela Souza      | Talisca Reis         | Monique Rodriguez Andrea Ramirez     |           |
| do 57 kg      | Anastasija Zolotic | Skylar Park          | Nishy Lee Lindo Fernanda Aguirre     |           |
| do 67 kg      | Milena Titoneli    | Paige McPherson      | Katherine Dumar Arlettys Acosta      |           |
| powyżej 67 kg | Briseida Acosta    | Gloria Mosquera      | Madelynn Gorman-Shore Raiany Fidelis |           |

Poomse
| Konkurencja            | 1. miejsce                                                                      | 2. miejsce                                                              | 3. miejsce                                                                           |
| ---------------------- | ------------------------------------------------------------------------------- | ----------------------------------------------------------------------- | ------------------------------------------------------------------------------------ |
| Indywidualnie mężczyzn | Alex Lee                                                                        | Hugo Del Castillo                                                       | Marco Arroyo Abbas Assadian Jr                                                       |
| Indywidualnie kobiet   | Paula Fregoso                                                                   | Marcella Castillo                                                       | Karyn Real Claudia Cárdenas                                                          |
| Pary mieszane          | Meksyk · Leonardo Juárez · Ana Ibáñez                                           | Kanada · Jinsu Ha · Michelle Lee                                        | Peru · Renzo Saux · Ariana Vera                                                      |
| Drużynowo              | Stany Zjednoczone · Ethan Sun · Sae-Jin Yi · Karyn Real · Andrew Lee · Alex Lee | Kanada · Mark Bush · AJ Assadian · Jinsu Ha · Valerie Ho · Michelle Lee | Portoryko · Miguel Rivera · Luis Colon · Bryan Ribera · Fabiola Ruiz · Arelis Medina |